# Guðný Halldórsdóttir
Guðný Halldórsdóttir (* 23. Januar 1954) ist eine isländische Regisseurin.
Sie ist die jüngste Tochter von Halldór Laxness und dessen Frau Auður Sveinsdóttir. Sie studierte an der London Film School.
Als ihr erster Kinofilm entstand 1989 „Am Gletscher“ nach einem Roman ihres Vaters, von dem sie nach seinem Tode auch noch „Das gute Fräulein“ verfilmte. Unter ihrer Regie entstand auch die Filmkomödie „Der Männerchor“, die auch in Deutschland gezeigt wurde.